# Ea Drơng
Ea Drơng là một xã thuộc huyện Cư M'gar, tỉnh Đắk Lắk, Việt Nam.
Xã Ea Drơng có diện tích 68,85 km², dân số năm 1999 là 9847 người, mật độ dân số đạt 143 người/km².